# Olena Netezka
Olena Anatolijiwna Netezka (ukrainisch Олена Анатоліївна Нетецька; geboren am 27. Oktober 1972 in Makijiwka, Oblast Donezk) ist eine ukrainische Politikerin. Von 2006 bis 2014 war sie Abgeordnete der Partei der Regionen im ukrainischen Parlament, der Werchowna Rada.

## Leben

### Ausbildung
2004 schloss Netezka ihr Jurastudium an der Wirtschafts- und Rechtswissenschaftlichen Fakultät der Nationalen Universität Donezk ab.

### Angestellte der Öffentlichen Verwaltung
Schon während des Studiums schlug Netezka eine Laufbahn in der Verwaltung ein: Von 1992 bis 1997 war sie Sekretärin und Ausbilderin in der Stadtverwaltung von Makijiwka in der Abteilung für Sozialschutz. Von 1997 bis 2002 war sie Ausbilderin der Organisationsabteilung, Spezialistin der Abteilung für juristische und organisatorische Massenarbeit des Exekutivkomitees des sowjetischen Bezirksrats von Makijiwka. Seit 2002 wurde sie Leiterin der Organisationsabteilung des Stadtrats von Makijiwka. Von 2003 bis 2005 war sie Stellvertretender Stabschef der Regionalverwaltung Donezk.

### Abgeordnete in der Werchowna Rada
Im November 2005 wurde Netezka Leiterin der Arbeitskoordinierung für Abgeordnete, für öffentlichen Empfänge und für die Parteiarbeit der Hauptverwaltung der Partei der Regionen. Seit Ende Mai 2006 ist Netezka für die Partei der Regionen Abgeordnete der Werchowna Rada. 2007 wurde sie wiedergewählt, ebenso bei der Parlamentswahl 2012. Sie war bis 2014 Abgeordnete.